# Koukouretchani
Koukouretchani (en macédonien Кукуречани) est un village du sud-est de la Macédoine du Nord, situé dans la municipalité de Bitola. Le village comptait 966 habitants en 2002.

## Démographie
Lors du recensement de 2002, le village comptait :
- Macédoniens : 950
- Roms : 14
- Serbes : 2